# Fialho de Almeida
José Valentim Fialho de Almeida, mais conhecido apenas como Fialho de Almeida (Vidigueira, Vila de Frades, 7 de Maio de 1857 – Cuba, 4 de Março de 1911), foi um jornalista, escritor e tradutor pós-romântico português.

## Biografia

### Vida pessoal e formação
Fialho de Almeida nasceu em Vila de Frades, Vidigueira, no dia 7 de Maio de 1857, filho de um mestre-escola.
Realizou os estudos secundários num colégio de Lisboa, entre 1866 e 1871. Empregou-se numa farmácia, e formou-se em Medicina, entre 1878 e 1885. Em 1893 voltou à sua terra natal, onde desposou uma senhora abastada, que morreu logo no ano seguinte e da qual não teve descendência.

### Carreira profissional e literária

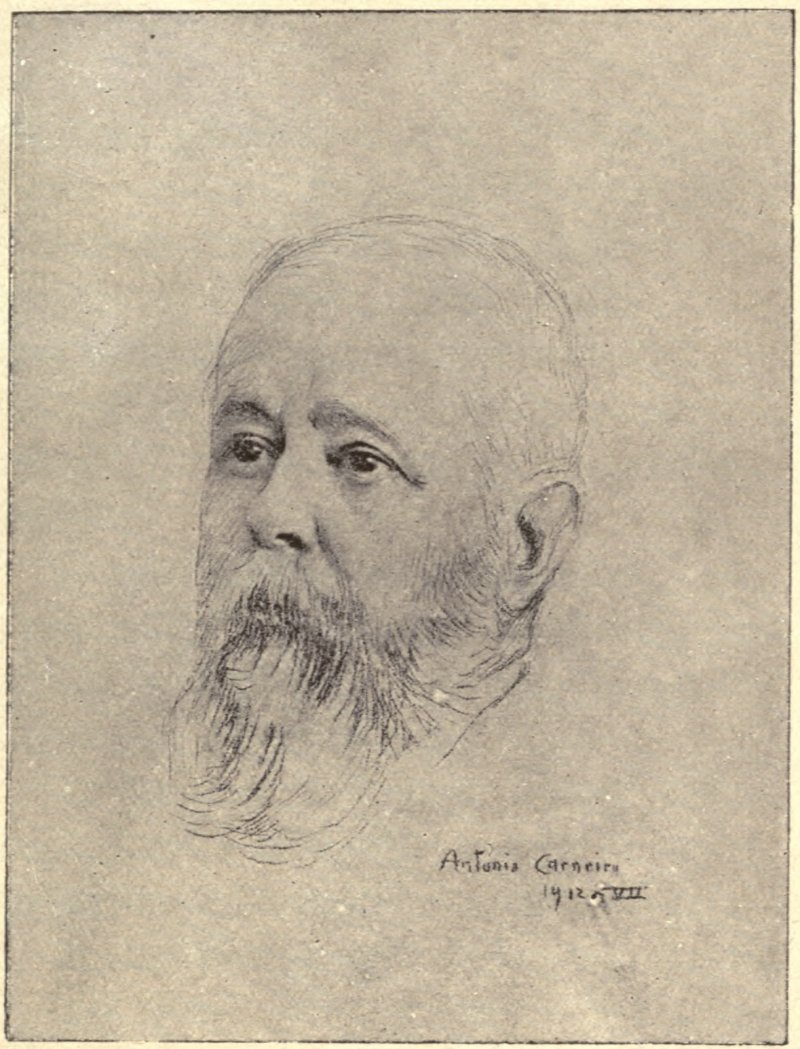
Fialho de Almeida por António Carneiro.

Nunca exerceu medicina, tendo-se dedicado ao jornalismo e à literatura. Tornou-se lavrador em Cuba, mas continuou a publicar artigos para jornais, e a escrever vários contos e crónicas.
Entre as suas obras mais notáveis, encontram-se os cadernos periódicos Os Gatos, redigidos entre 1889 e 1894, que seguiram a mesma linha crítica da obra As Farpas, de Ramalho Ortigão.
A sua carreira literária foi pautada por um estilo muito irregular, baseado no naturalismo. As suas principais inspirações foram as sensações reais, mórbidas e grosseiras, com temas repartidos entre os cenários urbanos e campestres. Nos finais do Século XIX, o seu estilo tornou-se mais decadente, em concordância com os ideais em voga nessa época.
Fialho de Almeida colaborou em diversas publicações periódicas, nomeadamente nos jornais humorísticos Pontos nos ii (1885–1891) e A Comédia Portuguesa (fundado em 1888), e também nas revistas: Renascença  (1878–1879?), A Mulher  (1879), O Pantheon (1880–1881), Ribaltas e Gambiarras (1881), Branco e Negro (1896–1898), Brasil-Portugal (1899–1914), Serões (1901–1911). e, postumamente, na Revista de turismo  iniciada em 1916.

### Morte
Fialho de Almeida morreu a 4 de Março de 1911, na localidade de Cuba, onde foi sepultado.
Na sua campa está registado o seguinte epitáfio:

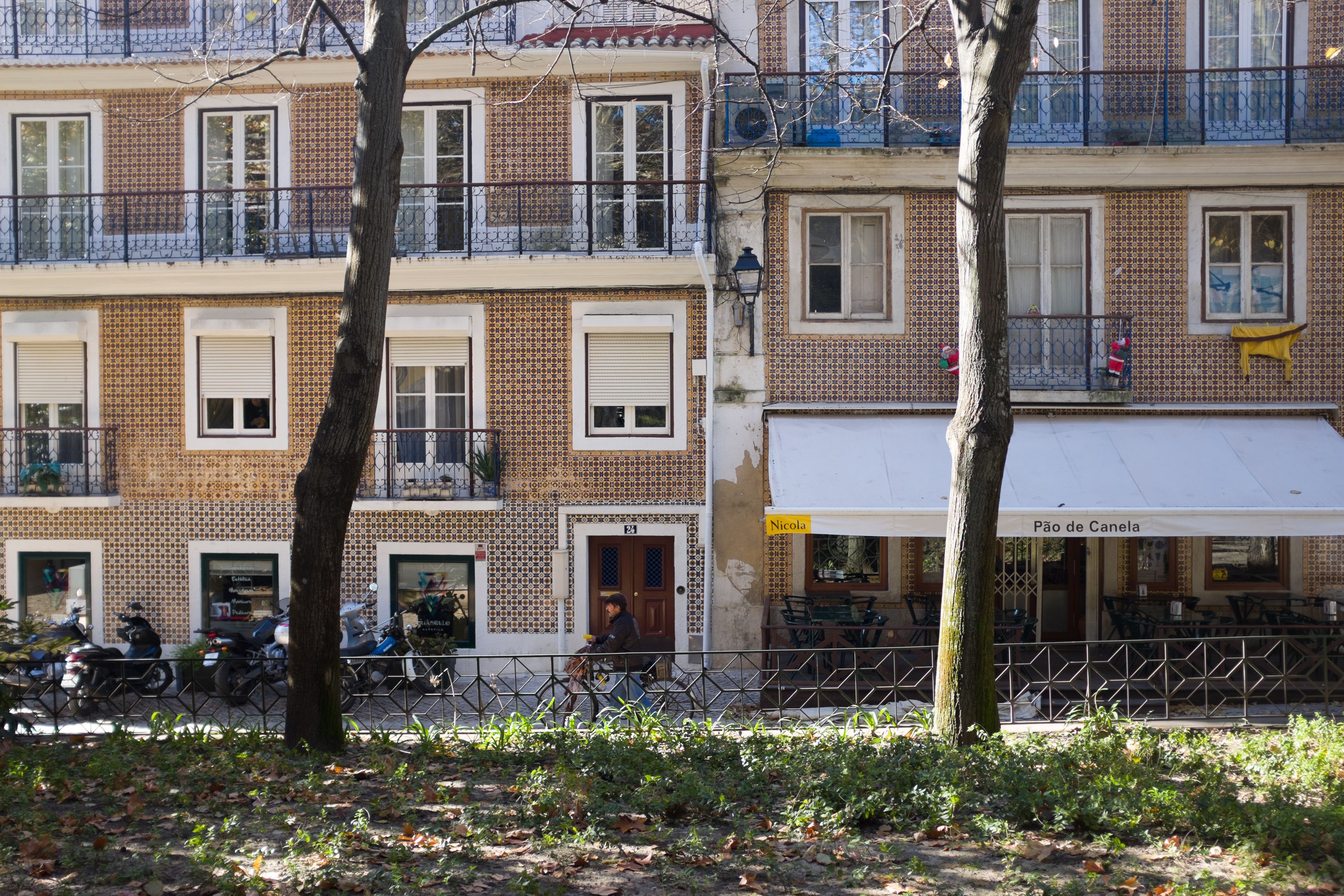
Jardim Fialho de Almeida, na Praça das Flores, em Lisboa.

Miando pouco, arranhando sempre, e não temendo nunca

## Homenagens
A Câmara Municipal de Lagos aprovou, em 18 de Fevereiro de 1987, a atribuição do nome de Fialho de Almeida numa rua da cidade. Existe também, em Lisboa, um jardim com o seu nome, na Praça das Flores. Por sua vez, a autarquia de Cuba deu o seu nome a um centro cultural e a um concurso literário, e, em Agosto de 2011, já tinha adquirido a sua antiga habitação naquela localidade, para a futura instalação de uma Casa Museu. O Museu Literário Fialho de Almeida foi inaugurado dia 10 de junho de 2019.  Em Castro Verde, o seu nome foi atribuído a uma das principais ruas da vila. Em Vidigueira existe uma escola onde também lhe foi atribuído o seu nome.

## Obras publicadas
- Contos (1881)
- A cidade do Vício (1882)
- Os Gatos (1889–1894)
- Lisboa Galante (1890)
- O País das Uvas (1893)
- Galiza (1905)
- Saibam Quantos… (1912) Cartas e artigos políticos
- Aves Migradoras (1914) (eBook)
- "Estancias d'Arte e de Saudade" (1921, Póstumo)
- "Figuras de Destaque" (1923, Póstumo, Livraria Clássica Editora de A.M.Teixeira &C)
- A taça do rei de Tule e outros contos (2001, Póstumo)